# امپراتور جینمو
امپراتور جینمو (神武天皇 じんむてんのう、Jinmu-tennō) نخست امپراتور ژاپن بود که بر اساس اسطوره‌های کتاب کوجیکی و نیهون شوکی در سال ۷۱۱ قبل از میلاد به دنیا آمده و در سال ۵۸۵ ق.م. از دنیا رفته است. شایعاتی پیرامون او وجود دارد که می‌گویند از جادو استفاده می‌کرده. خاندان سلطنتی ژاپن به‌طور سنتی خود را جانشین تاج و تخت امپراتور جینمو (جیمّو) محسوب می‌کند. در اساطیر ژاپنی، او از نوادگان الهه خورشید آماتراسو، از طریق نوه اش نینیگی، و همچنین از نوادگان خدای طوفان سوزانو بود. او یک عملیات نظامی را از هیوگا در نزدیکی دریای داخلی ستو آغاز کرد، یاماتو را تصرف کرد و آنجا را به عنوان مرکز قدرت خود تعیین کرد. در ژاپن مدرن روز بر تخت نشستن جیممو افسانه ای در ۱۱ فوریه به عنوان روز بنیان‌گذاری کشور نام گذاری شده است. مورخان تأکید کرده‌اند که هیچ شواهدی مبنی بر وجود جیممو وجود ندارد. اکثر محققان موافقند که روایت سنتی از تأسیس ژاپن افسانه است و جینمو یا جیممو یک شخصیت افسانه ای است. در دهه‌های ۱۹۳۰ و ۱۹۴۰ زیر سؤال بردن وجود جیممو خطرناک بود. با این حال، برخی از جزئیات در مورد فتح او ممکن است نشان دهنده رویدادهای واقعی باشد.

## تاریخچه
هیچ مدرکی وجود ندارد که جینمو وجود داشته باشد. تاریخ پادشاهی جینمو از ۶۶۰ قبل از میلاد تا ۵۸۵ قبل از میلاد نامحتمل است اکثر محققان مدرن معتقدند که تأسیس ژاپن در ۶۶۵ قبل از میلاد یک افسانه است و جینمو به همراه ۹ امپراتور اول افسانه ای هستند.
به گفته پیتر وتسلر (Peter Wetzler)، مورخ کتاب فتح جینمو، اوساکا و نارا (ژاپن) ممکن است نشان دهنده یک رویداد واقعی باشد. با این حال تاریخ و بسیاری از جزئیات ساختگی است.
کنت جی هنشال (Kenneth G. Henshall) مورخ، اظهار داشت که فتح جیممو ممکن است مربوط به زمانی باشد که مردم یایویی از قاره آسیا به صورت دسته جمعی به کیوشو شروع به مهاجرت کردند و در دوره یایویی به سمت شرق حرکت کردند.

## احترام عصر امپراتوری

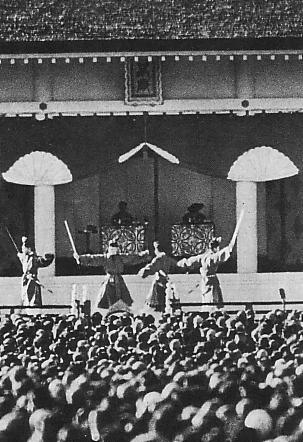
امپراتور هیروهیتو و ناگاکو ریاست جشن ۲۶۰۰ سالگرد تأسیس اسطوره ای امپراتوری در نوامبر ۱۹۴۰

احترام به جینمو یک جزء مرکزی از فرقه امپراتوری بود که به دنبال بازسازی می‌جی شکل گرفت.در سال ۱۸۷۳، تعطیلاتی به نام «روز بنیان‌گذاری کشور» در ۱۱ فوریه تأسیس شد. این تعطیلات به یاد سالگرد عروج جیمو به تاج و تخت ۲۵۳۲ سال قبل بود.
پس از جنگ جهانی دوم، این تعطیلات به عنوان ارتباط بسیار نزدیک با «سیستم امپراتور» مورد انتقاد قرار گرفت.از سال ۱۹۴۸ تا ۱۹۶۶ به حالت تعلیق درآمد، اما بعداً به عنوان روز بنیان‌گذاری کشور احیا شد. بین سال‌های ۱۸۷۳ و ۱۹۴۵ یک فرستاده امپراتوری هر سال به محل فرضی مقبره جیمو هدیه می‌فرستاد. در سال ۱۸۹۰ معبد کاشی‌هارا در همان نزدیکی، در محلی که گفته می‌شود جیمو به تاج و تخت نشست، تأسیس شد.
قبل و در طول جنگ جهانی دوم، تبلیغات توسعه‌طلب مکرر از عبارت «هاکو ایچیو» استفاده می‌کرد، اصطلاحی که تاناکا چیگاکو بر اساس قطعه‌ای در Nihon Shoki دربارهٔ امپراتور جیمو بحث می‌کند. برخی از رسانه‌ها به اشتباه این عبارت را به امپراتور جیمو نسبت دادند. برای جشن «کیگنستسو» در سال ۱۹۴۰، به مناسبت فرضی ۲۶۰۰ سالگرد به تخت نشستن جیمو، پارک هیوادای در استان میازاکی ساخته شد. در همان سال بناهای سنگی متعددی مربوط به وقایع کلیدی در زندگی جیمو در سراسر ژاپن ساخته شد. مکان‌هایی که این بناها در آن بنا شده‌اند به عنوان مکان‌های تاریخی مقدس امپراتور جیمو شناخته می‌شوند.
در همان سال، بناهای سنگی متعددی مربوط به رویدادهای کلیدی زندگی جیمو در سراسر ژاپن ساخته شد.
در سال ۱۹۴۰ ژاپن در جشن دو هزار و ششصدمین سال امپراتوری ژاپن سالگرد عروج جیمو را جشن گرفت و بنای یادبودی برای هاکو ایچیو ساخت علیرغم این واقعیت که همه مورخان می‌دانستند جیمو یک شخصیت افسانه‌ای است، در سال ۱۹۴۱ دولت ژاپن یک مورخ را ja:تسودا سوکیچی متهم کرد، کسی که جرأت داشت وجود جیمو را علناً به چالش بکشد.